# Aerenicella spissicornis
Aerenicella spissicornis là một loài bọ cánh cứng trong họ Cerambycidae.